# Punch-Out (аркадная игра)
«Punch-Out!!» — боксёрская аркадная игра, разработанная и изданная компанией Nintendo. Первоначально игра вышла в декабре 1983 года. Это была первая успешная игра в серии Punch-Out!!, за которой последовали продолжения Super Punch-Out!!, Punch-Out!! для NES и Super Punch-Out!! для SNES.
В аркадной игре представлены известные персонажи данной серии игр, такие как Гласс Джо, Пистон Харрикейн, Балд Булл и Мистер Сэндмэн . Это был также дебютный проект в Nintendo для композитора Кодзи Кондо, более известного своими более поздними работами в сериях Super Mario и The Legend of Zelda.

## Геймплей
Игрок берёт на себя роль боксёра с зелеными волосами (иногда утверждается, что главный герой игры Литл Мак из версии для NES). Во время боксёрских матчей главного героя можно рассмотреть только в центре снизу, чтобы можно было разглядеть лица противников. Игрок должен рассчитывать свои удары по лицу и корпусу, апперкоты, хуки, уклонения и блоки, чтобы победить каждого встречающегося боксёра. Даются подсказки относительно следующего хода противника с помощью тонких изменений глаз (белки глаз вспыхивают жёлтым), но игрок должен в конечном итоге предсказать, какие движения сделает противник, и отреагировать соответствующим образом. Игрок должен атаковать противников в их незащищённые места, иначе они заблокируют удар или увернутся от апперкота или хука. Сверху на экране отображается полоска здоровья игрока и противника. Чем сильнее удар, чем больше здоровья отнимется. Когда здоровье одного из персонажей опускается до нуля, он вводится в состояние нокдауна. Если персонаж встаёт до того, как рефери досчитает до десяти, бой продолжается, а если нет, то победа достаётся его сопернику. Если за всю битву персонажа повалили три раза, он больше не встанет, и если таймер в три внутриигровых минуты истекает, автоматически засчитывается поражение игроку.
Всего в игре встречается шесть боксёров: Гласс Джо, Пистон Харрикейн, Балд Булл, Кид Квик, Пицца Паста и Мистер Сэндмэн. После того, как игрок побеждает Мистера Сэндмэна и становится чемпионом мира, игра продолжается с усложнёнными версиями противников.

## Производство
Гэнъё Такэда был ведущим разработчиком, а Сигэру Миямото создал персонажей игры. Игра была выпущена в первом квартале 1984 года, когда Nintendo производила несколько монетных игровых автоматов. У Nintendo было слишком много видеомониторов после успеха Donkey Kong. Им было предложено сделать аркадную игру с двумя мониторами. Они решили сделать боксерскую игру, в которой использовалась возможность масштабировать и изменять размер объектов. Эта функция чаще встречалась в играх, связанных с полётом, но разработчики выбрали именно бокс, потому что они думали, что это будет оригинальный способ его использования.

## Критика
Аркадная игра была рассмотрена в Августе 1984 года в выпуске «Computer and Video Games», вышедшем в июле того же года. Журнал дал игре положительную рецензию, назвав её «нокаутом».
Punch-Out !! позже был отмечен в список 100 убойных видеоигр, как одна из их лучших и список 100 лучших игр всех времен. Также игра была перечислена как игра года за 1984 год.

## Переиздания, продолжения и спин-оффы
В том же 1983 году, было разработано и выпущено продолжение серии «Punch-Out!!» под названием «Super Punch-Out!!», у которой было меньше боксёров, но сама сложность значительно возрасла.
В 1985 году была разработана и выпущена аркадная игра под названием «Arm Wrestling». Игра выходила только в Северной Америке.
В 1987 году растущая популярность Nintendo Entertainment System (NES) вызвала разработку и выпуск версии «Punch-Out!!» для NES. Несколько элементов, таких как противники и их имена, были изменены для этой версии. В частности, профессиональный боксёр Майк Тайсон был добавлен в качестве финального босса игры, чтобы способствовать его успеху в становлении чемпионом. В 1990 году, когда истёк срок действия контракта на лицензирование использования имени Тайсона в консольной версии, Nintendo заменила Тайсона оригинальным персонажем по имени Мистер Дрим, переиздавав игру под простым названием «Punch-Out!!».
Во время выпуска игры Game & Watch под названием «Boxing» она была переиздана под названием «Punch-Out!!», в которой в качестве упаковки использовался дизайн обложки с Мистером Дримом. Иногда игра была выпущена с другой обложкой.
В 1994 году для Super Nintendo Entertainment System была выпущена «Super Punch-Out!!». Данная игра, в отличие от версии для NES, была гораздо более верной аркадному геймплею; однако это был не прямой порт.
В 2009 году для приставки Wii была выпущена одноимённая игра «Punch-Out!!». В ней было много персонажей из предыдущих игр, а также в качестве дополнительных соперников были добавлены Диско Кид и Донки Конг.
13 сентября 2017 года Nintendo объявила во время Nintendo Direct, что они будут переиздавать некоторые из своих классических аркадных игр на Nintendo Switch, и что «Punch-Out!!» будет одной из нескольких таких игр, которые будут переизданы. «Punch-Out!!» была выпущена для Nintendo Switch 30 марта 2018 года.